# Wodaabes
Pour les articles homonymes, voir Bororos (homonymie).
Les Wodaabe (peul : Woɗaaɓe, singulier Boɗaaɗo) sont un sous-groupe du peuple peul qu'on désigne parfois sous le nom de Bororos ou Mbororos (à ne pas confondre avec les Bororos d'Amazonie), terme qui serait toutefois un terme péjoratif utilisé par les autres populations et signifiant « les bergers à l’abandon ».
Les Bororos sont traditionnellement des éleveurs nomades et des marchands, dont les migrations les mènent dans le sud du Niger, le nord du Nigeria, le nord-est du Cameroun, le sud-ouest du Tchad et les régions occidentales de la République centrafricaine. Depuis quelques années ils pénètrent également au Congo-Kinshasa, dans les régions du Bas-Uele et du Haut-Uele, frontalières de la Centrafrique et du Soudan,. Et au nord du Mali Ansongo. 
Les Wodaabe du Niger, réputés pour leur beauté (aussi bien les hommes que les femmes), leur artisanat élaboré et leurs riches cérémonies, sont considérés comme le dernier groupe peul pratiquant encore les coutumes d’avant l’islam. Comparativement à d'autres populations africaines, ils ont été abondamment décrits, photographiés et filmés.

## Ethnonymie

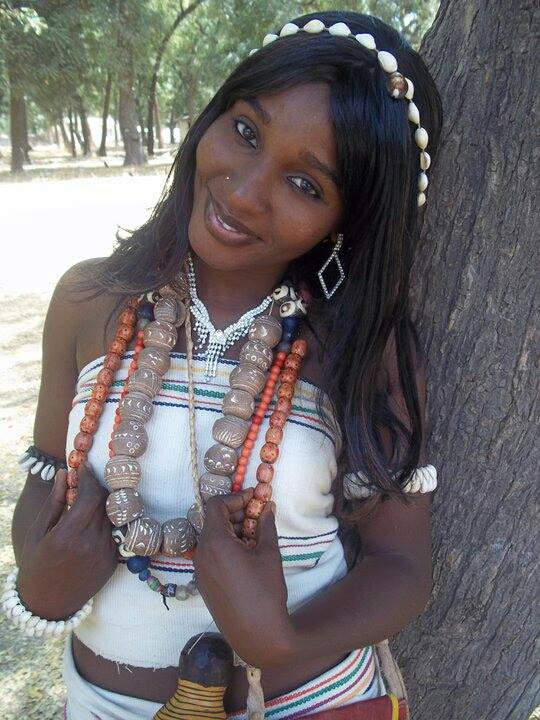
Au Cameroun.

Selon les sources on observe deux termes avec plusieurs variantes : Wodaabe (Woror'be, Wurur'be) et Bororos (Bororo'en, Bororos, Bororro, Mbororo) ainsi que Ako.
Le choix de l'ethnonyme ne fait pas l'unanimité. « Bororo ou Wodaabe. Quel terme choisir ? » : cette question soulevée en 2007 par un quotidien suisse reflète un réel enjeu identitaire.
« Bororo » serait en effet un exonyme surtout employés par les populations environnantes, telles que les Haoussas ou les Zarmas par analogie avec le nom du zébu – la vache bororo. A ce titre, il serait perçu comme péjoratif. Toutefois, la dénomination « Wodaabe » est parfois rejetée également par ceux qui se revendiquent avant tout Mbororo.
En peul, la racine woɗa désigne un interdit, un tabou. Woɗaaɓe signifierait ainsi « le peuple du tabou », mais l'interprétation de cette expression reste débattue. Selon une légende peule, une jeune fille peule, violée par un captif de son père, a eu deux garçons et deux filles qui se sont mariés. Le grand-père, indigné par ces unions incestueuses, est allé se plaindre au Cheikh Usman dan Fodio, qui les a nommés pour cette raison Woɗaaɓe (interdit).
Pour le géographe Jean Boutrais, les Woodabe seraient un sous-ensemble des Mboros.

## Population

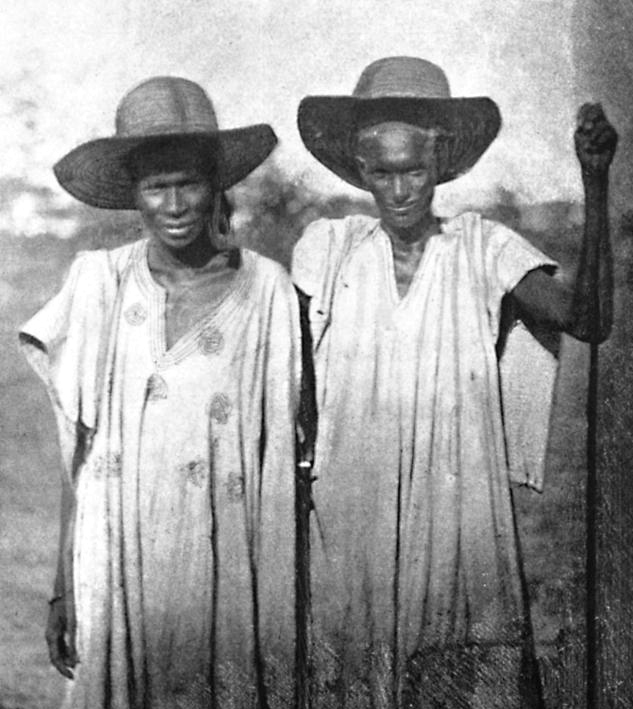
« Bororoji, ou Peuls nomades » (1900).

Les incertitudes pesant sur la dénomination ne facilitent pas le dénombrement de cette population avant tout nomade. En 1983, l'écrivain et photographe Carol Beckwith estimait à 45 000 le nombre de Wodaabe du Niger.
À l'occasion de ses recherches sur le terrain au début des années 2000, Elisabeth Boesen, de l'Université du Luxembourg, évalue leur nombre à 100 000 personnes.
En République Centrafricaine, ils représentent sans doute plus de la moitié de la population musulmane du pays et vivent pour une majorité d'entre eux de l’élevage dans le monde rural. Une partie de cette communauté est originaire du Cameroun et est arrivée dans les années 1920, d’autres sont venus du Tchad (sans doute originellement du Niger, voire du Nigeria) avant les migrations plus contemporaines à partir des années 1990.

## Culture

### Religion
Les Wodaabe sont principalement musulmans. Bien que les pratiques revêtent divers degrés d'orthodoxie, la majorité adhère aux principes de base de cette religion. Certains les ont appelés musulmans « de nom » en raison d'éléments culturels non musulmans contraires à certains préceptes de l'islam. L'islam devint une religion importante parmi les Bororo au cours du XVIe siècle quand le savant El Maghili prêcha parmi les élites du nord du Nigeria. La prédication d'El Maghili amena la conversion des classes dirigeantes chez les peuples Hausa, Peuls et Touareg,.
En dépit de la présence de l'islam, les Mbororos ont conservé un mythe fondateur. Selon celui-ci, avant le commencement des temps, ils étaient déjà présents sur Terre avec leurs vaches.

### Mariage
Les Wodaabe sont souvent polygames. Les mariages sont arrangés par les parents alors que les futurs époux sont encore enfants (appelés koogal). La mariée reste avec son mari jusqu'à ce qu'elle soit enceinte, retournant alors chez sa mère, où elle reste pendant 3 à 4 années. Elle donne naissance à l'enfant chez sa mère et devient alors une boofeydo ce qui signifie littéralement, « quelqu'un qui a fait une erreur ».

### Fête de la Geerewol

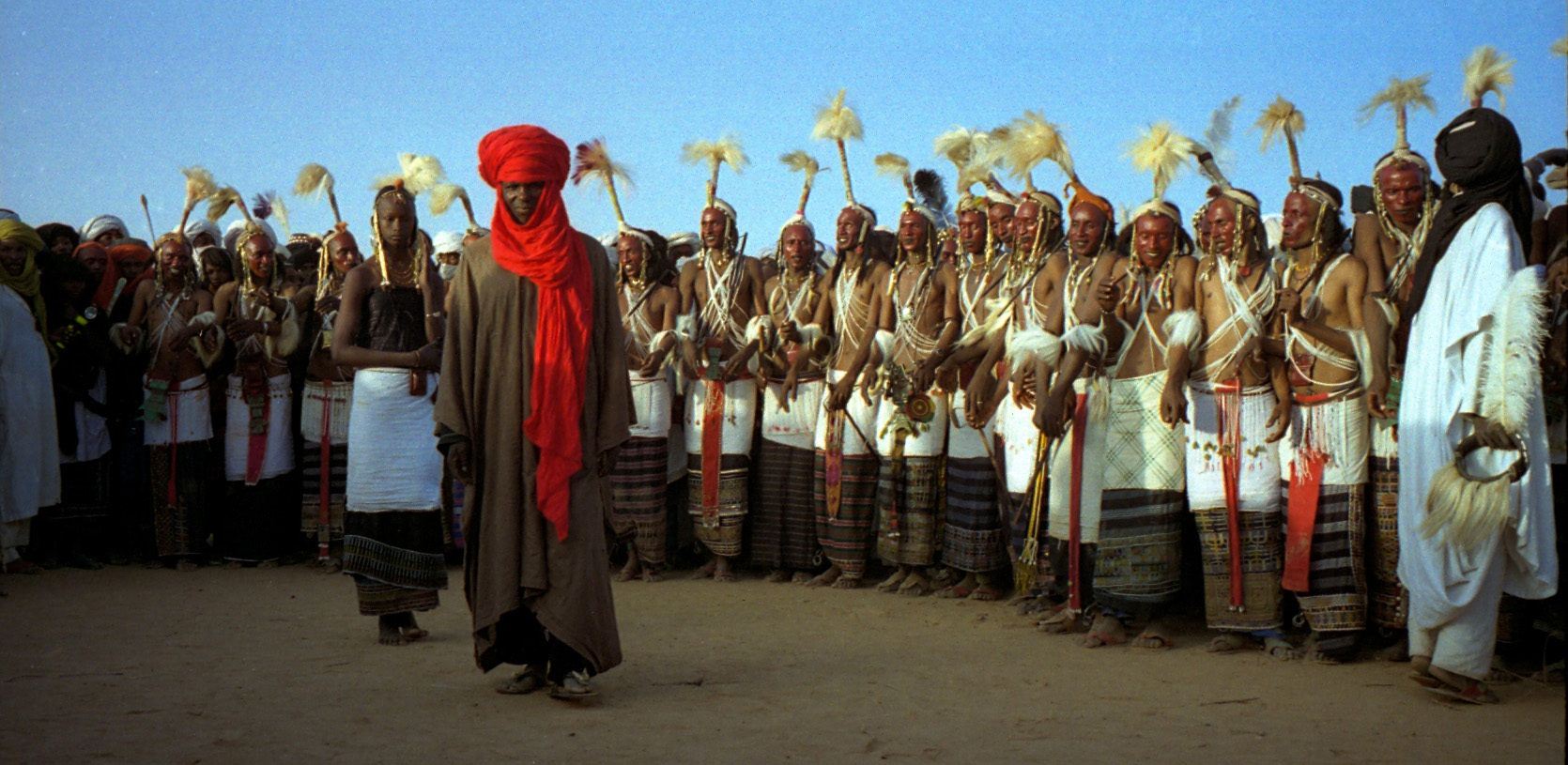
Fête de la Geerewol.

Une fois l'an, à la fin de la saison des pluies, les Wodaabe se réunissent aux portes du désert près d'Agadez, durant les six jours et les six nuits de la Guéréwol,. Cette cérémonie est notamment importante pour les jeunes Wodaabe. Chaque clan familial, représenté par ses plus beaux danseurs, s'affronte dans un concours de beauté pour hommes dont le jury est constitué par les plus belles filles de la tribu. La danse, imitant la parade nuptiale des oiseaux du désert, se termine par la séduction et des échanges amoureux. Fardés, drogués au bendore (décoction faite d'écorce noire de banohe, de gypse pilé et de lait), les danseurs arborent leurs colliers de perles et de cauris, leurs amulettes et une plume d'autruche blanche au front.
Les danseurs confectionnent eux-mêmes leur tenue. Ils passent un pagne de femme sur leur vêtement de cuir. Dans le dos pend une chaîne de cauris, le barbol, terminée par une minuscule calebasse. Les jeunes filles se parent quant à elles d'innombrables bracelets. Après la danse, elles choisiront celui qui, pour une nuit ou pour la vie, partagera leur couche. En plus des parures élaborées dont elles sont revêtues, les jeunes femmes Wodaabe ornent leurs jambes d'anneaux de bronze superposés et astiqués avec de la boue et du sable. Ces atours étaient, jadis, portés jusqu'au deuxième enfant. L'adultère peut également être présent durant cette cérémonie.

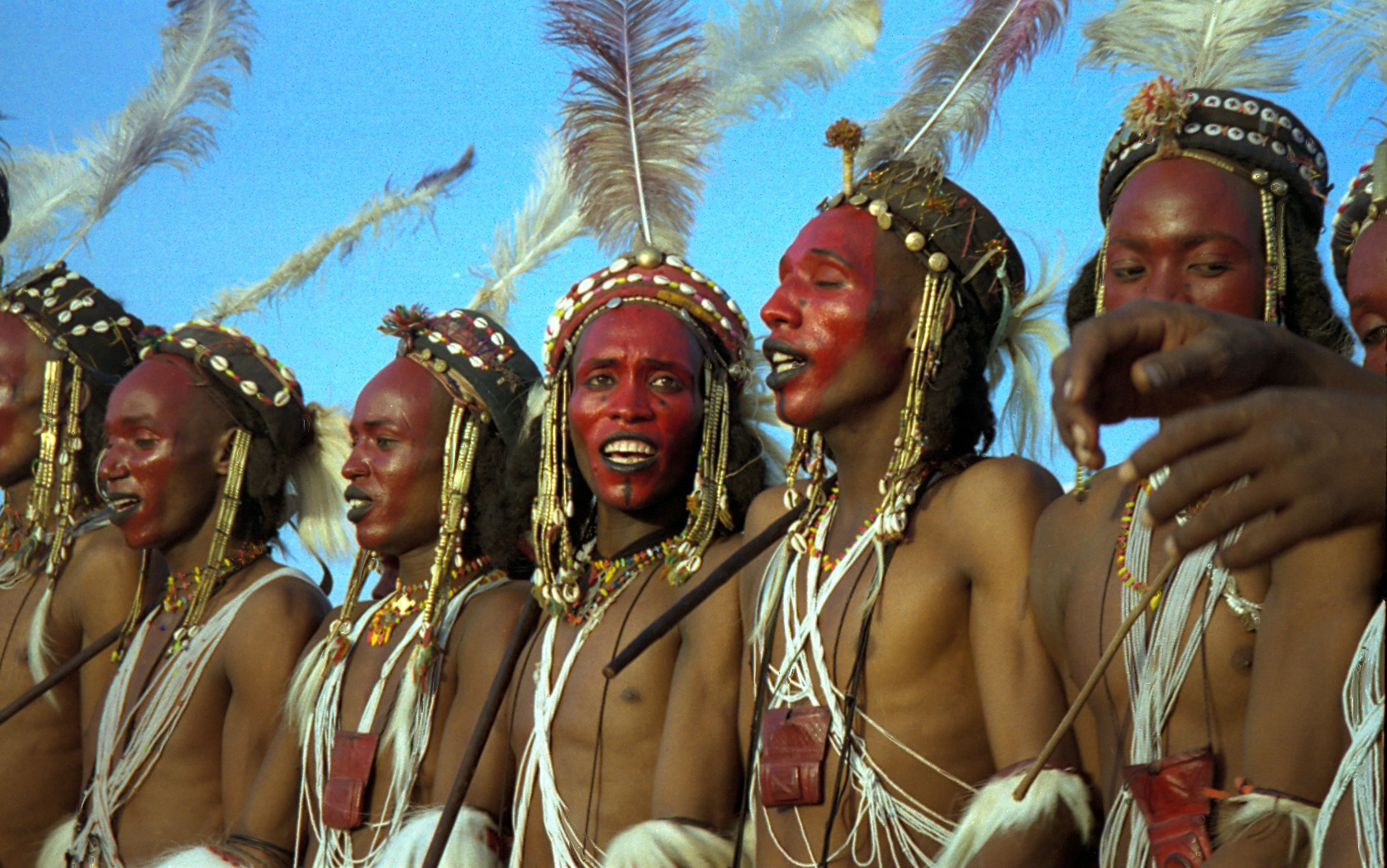
Danseurs aux visages fardés.

Les canons de beauté sont stricts mais n'interdisent pas une certaine hardiesse dans le choix des parures, tel qu'une calebasse sur la tête ou des lunettes de soleil ultramodernes. Les Wodaabe admirent les visages ovales, les traits fins, les nez minces et longs et les dents blanches et régulières. Le danseur devra se farder longtemps. Il étale sur son visage du beurre mélangé à de l'ocre. Les yeux, les lèvres et les sourcils sont soulignés au charbon. Un trait jaune continu épouse la ligne dorsale du nez qu'il allonge.

## Mode de vie
Après la Geerewol, les Wodaabe quittent les zones d'abondance en quête de nouveaux pâturages. À dos d'âne, les femmes suivent les troupeaux avec un chargement complexe assurant la survie des pasteurs pendant la saison sèche. Seules les sécheresses comme dans les années 1970 font vaciller l'équilibre écologique des Bororo, qui reconstituent, petit à petit, leur cheptel anéanti. De nombreux jeunes Wodaabe quittent la vie nomade pour les bidonvilles.
Il ne construisent pas d'habitations afin, selon une légende locale, de ne pas être séparé du ciel.

### Discographie
- Niger - Peuls Wodaabe - Chants du worso, INEDIT, Maison des cultures du monde, 2007 (CD)
- Podcast radiophonique : À corps et à voix avec les Peuls Jelgoobe et Wodaabe, Sandrine Loncke, France Musique, avril 2015
- Archives musicales en ligne dédiées aux chants wodaabe (Telemeta, CREM-CNRS)

### Filmographie
- Deep hearts, film produit par Robert Gardner, Harvard University Film Study Center, États-Unis, 1980, 53'
- La femme volée, film réalisé par Nena Baratier et Geneviève Louveau et produit par CNRS audiovisuel, France, 1980, 16'
- (en)  Way of the Wodaabe, film réalisé Carol Beckwith et produit par Kevin A. Peer, Grande-Bretagne, 1988, 26'
- (en)  Disappearing World: The Wodaabe, film réalisé par Leslie Woodhead et produit par Granada Television, 1988, 52'
- Wodaabe : les bergers du soleil, film réalisé par Werner Herzog et produit par Arion productions et Werner Herzog Verlag, Allemagne, France, 1989, 52'
- (en) Bird of the wilderness : the beauty competition of the Wodaabe people of Niger, film réalisé par Christopher D. Roy, États-Unis, 2007, 62'
- Kawritem koe men, rassemblons nos têtes, film réalisé  et produit par Sandrine France, 2006, 52'
- La danse des Wodaabe ((en) Dance with the Wodaabes), film réalisé et produit par Sandrine Loncke, 2010, 90'
- Wodaabe, la guerre en dansant ((en) Wodaabe, Dance instead of War), film écrit et réalisé par Sandrine Loncke, production Point du Jour International, 2013, 52'
- Marcher sur l'eau (2021), documentaire d'Aïssa Maïga sur Tatiste, un village de Wodaabes au nord du Niger

#### Bases de données et notices
- Ressource relative à la musique :   - MusicBrainz
- Notice dans un dictionnaire ou une encyclopédie généraliste :   - Britannica
- Notices d'autorité :   - IdRef
  - LCCN
  - Israël
  - Tchéquie

#### Autres sites
- Études sur les Peuls Wodaabe et le pastoralisme sahélien
- Geerewol (site web multimédia sur les cérémonies rituelles des Peuls Wodaabe, complément au livre du même titre de Sandrine Loncke)
- Dance with the Wodaabes (VF. La danse des Wodaabe), film documentaire écrit et réalisé par Sandrine Loncke (vidéo)
- Dossier pédagogique Musiques des Peuls Wodaabe du Niger (Portail web de la médiathèque de la Cité de la Musique, Sandrine Loncke)
- Archives musicales en ligne dédiées aux chants wodaabe (Telemeta, CREM-CNRS)
- (en) Carol Beckwith, « Niger's Wodaabe : 'people of the taboo' », in National Geographic, no 164, 4, octobre 1983, p. 482-509
- (en) Wodaabe Information (Art & Life in Africa, Université de l'Iowa)
- (en) Wodaabe (People of Africa)
- Mahalia Lassibille, « 'La danse africaine', une catégorie à déconstruire. Une étude des danses des WoDaaBe du Niger», in Cahiers d’études africaines, no 175, 2004, p. 681-690
- Le Guerewol des Peuls Wodaabe (vidéo)
- Site web de Djingo, le collectif des Wodaabé du Niger
- Article sur la fondation de ce collectif